# RageSquid
RageSquid is een Nederlandse computerspelontwikkelaar opgericht in 2013 en gevestigd in Tilburg. Het bedrijf ontwikkelde onder ander het spel Action Henk en de Descenders-serie.

## Geschiedenis
RageSquid is opgericht in 2013 door Roel Ezendam, Lex Decrauw en Gabrian van Houdt, die elkaar kennen van een opleiding in computerspelontwikkeling op het NHTV in Breda, waar ze regelmatig samenwerkten aan game jams. Tijdens de Global Game Jam in 2013 won Ragesquid de publieksprijs met hun gamejamspel Sheriffs & Sombreros.
Het bedrijf begon met het aannemen van freelanceprojecten terwijl de medewerkers nog studeerden. Het team werkte ook samen met ontwikkelaar M2H aan het spel Crash Drive 2. Dit stelde hen in staat om financiële middelen te vergaren voor hun eerste spel, Action Henk.
In 2012 begon RageSquid met de ontwikkeling van Action Henk, met een prototype dat werd gemaakt voor het evenement Game in the City. Het spel werd uiteindelijk in 2015 uitgebracht. In 2019 werd Descenders uitgegeven, een mountainbikespel waarin procedureel gegenereerde parcours worden gecombineerd met race-elementen. Descenders was commercieel succesvoller voor RageSquid dan Action Henk. Het spel genereerde in de eerste maand na lancering meer omzet dan Action Henk in drie jaar tijd. In 2024 kondigde RageSquid een vervolg op Descenders aan, getiteld Descenders Next, dat naar verwachting in 2025 zal verschijnen. Dit vervolg introduceert, naast mountainbiken, ook andere extreme sporten.

## Ontwikkelde spellen
| Uitgave | Titel           | Platform                                                                                 |
| ------- | --------------- | ---------------------------------------------------------------------------------------- |
| 2015    | Action Henk     | Microsoft Windows, Linux, OS X, PlayStation 4 en Xbox One                                |
| 2019    | Descenders      | Microsoft Windows, PlayStation 4, Xbox Series, Xbox One, Nintendo Switch, Android en iOS |
| 2025    | Descenders Next | Microsoft Windows, PlayStation 5, PlayStation 4, Xbox Series en Xbox One                 |